# جادة ماشدوتس
جادة ماشدوتس (الأرمينية: Մաշտոցի պողոտա) والمعروف أيضا باسم شارع لينين بين عامي 1924 و1990 هو طريق في منطقة كينترون المركزية في يريفان، أرمينيا.
يبدأ الطريق بجسر النصر في الجنوب وينتهي به متحف ماتنادران في الشمال.

## مباني عريقة
تقع العديد من المباني البارزة في مدينة يريفان في حي ماشدوتس. فيما يلي قائمة بالهياكل الهامة الموجودة في الشارع (من الشمال إلى الجنوب):
- 1768 : المسجد الأزرق (يريفان)
- 2007 : معرض ادوارد ايزابكيان
- 1933 : مسرح أوبرا يريفان
- 1954 : سينما نايري
- 1959 : متحف ماتنادران
- 1985 : سكن الرئيس، يريفان
- 1987 : مسرح يريفان الحكومي للدمى

## معرض الصور

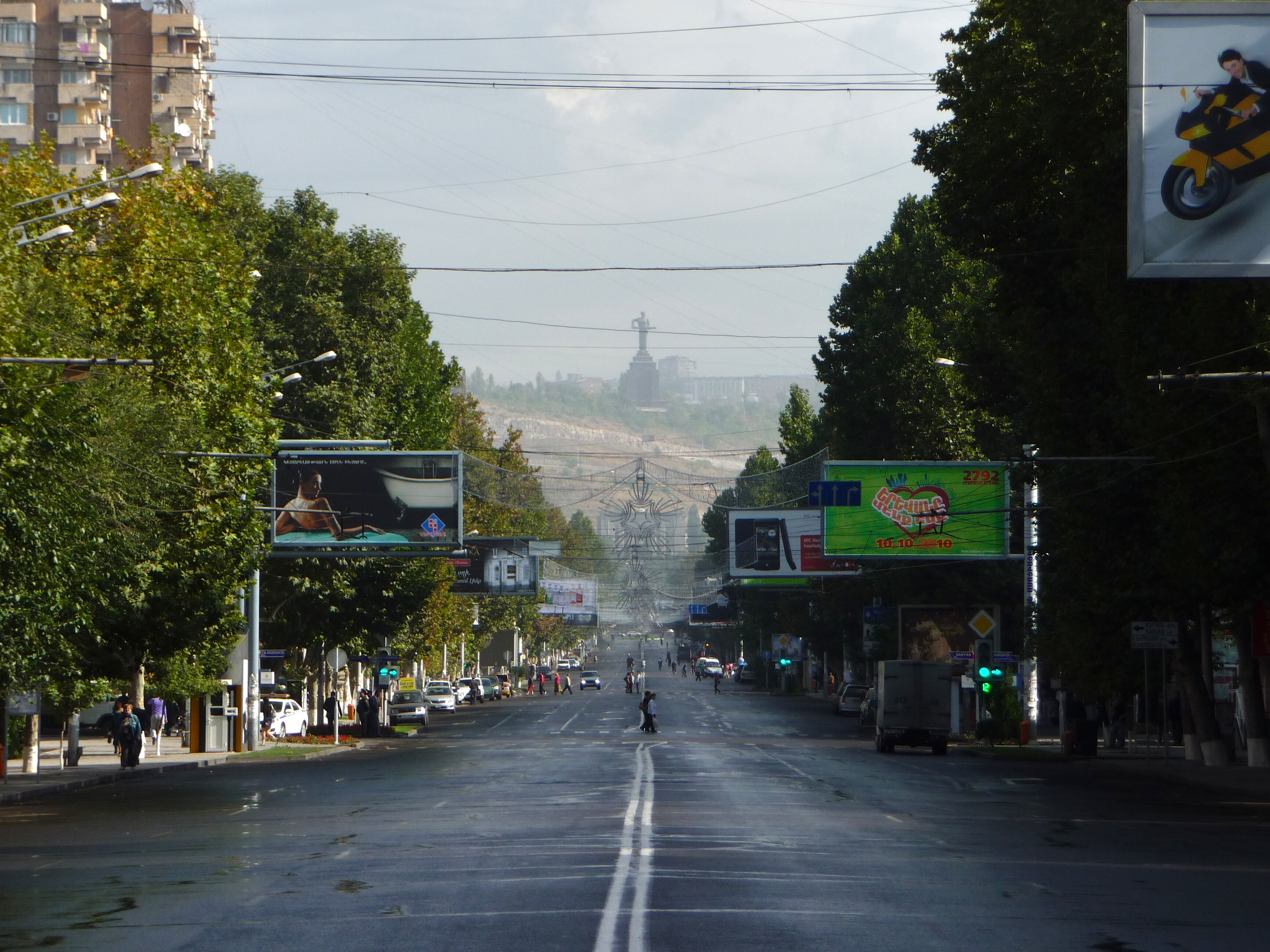
شارع ماشدوتس من الجنوب إلى الشمال
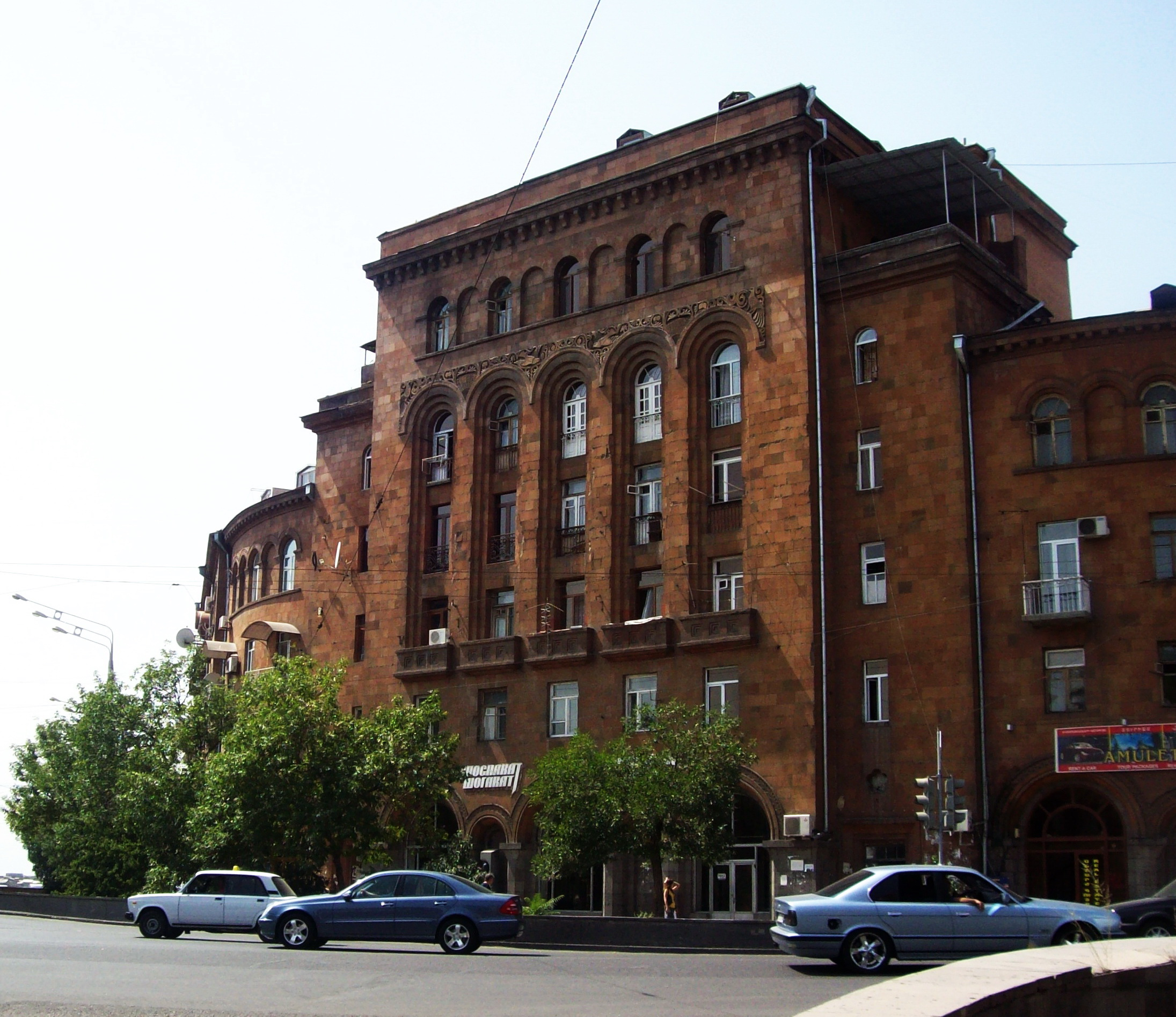
مبنى سكني على الطريق
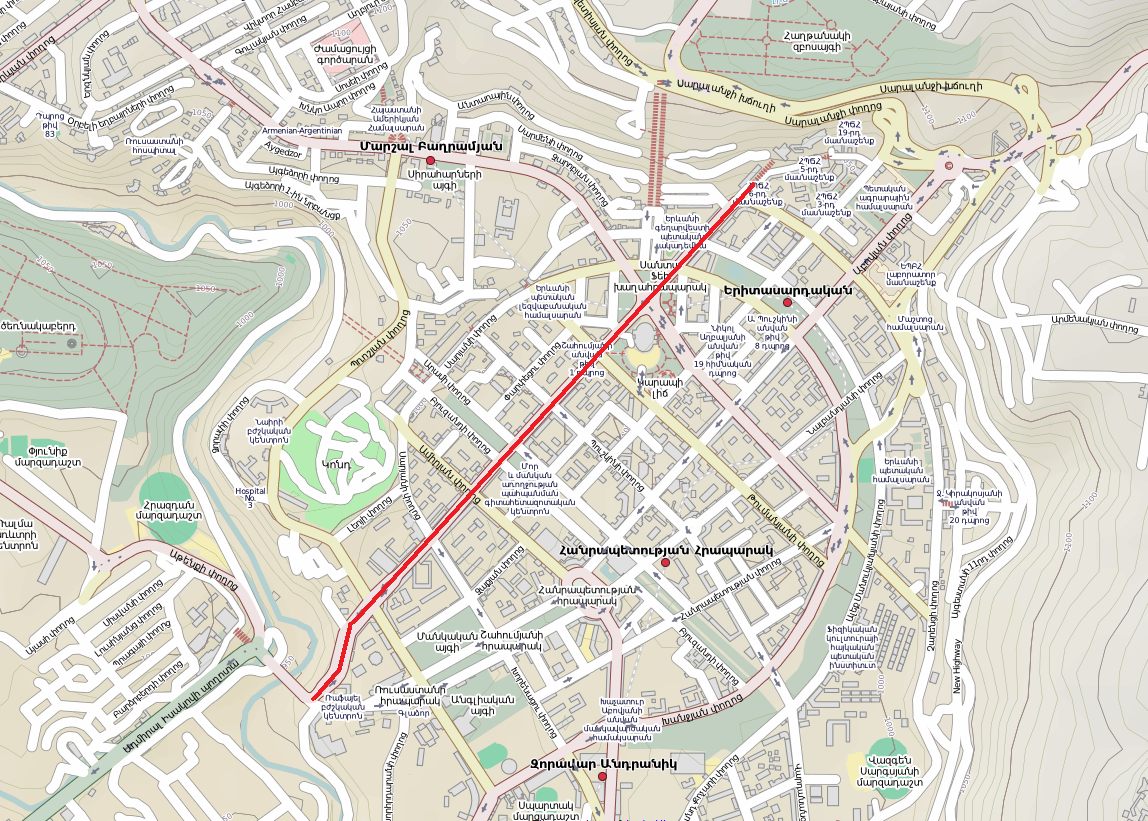
خريطة الحي
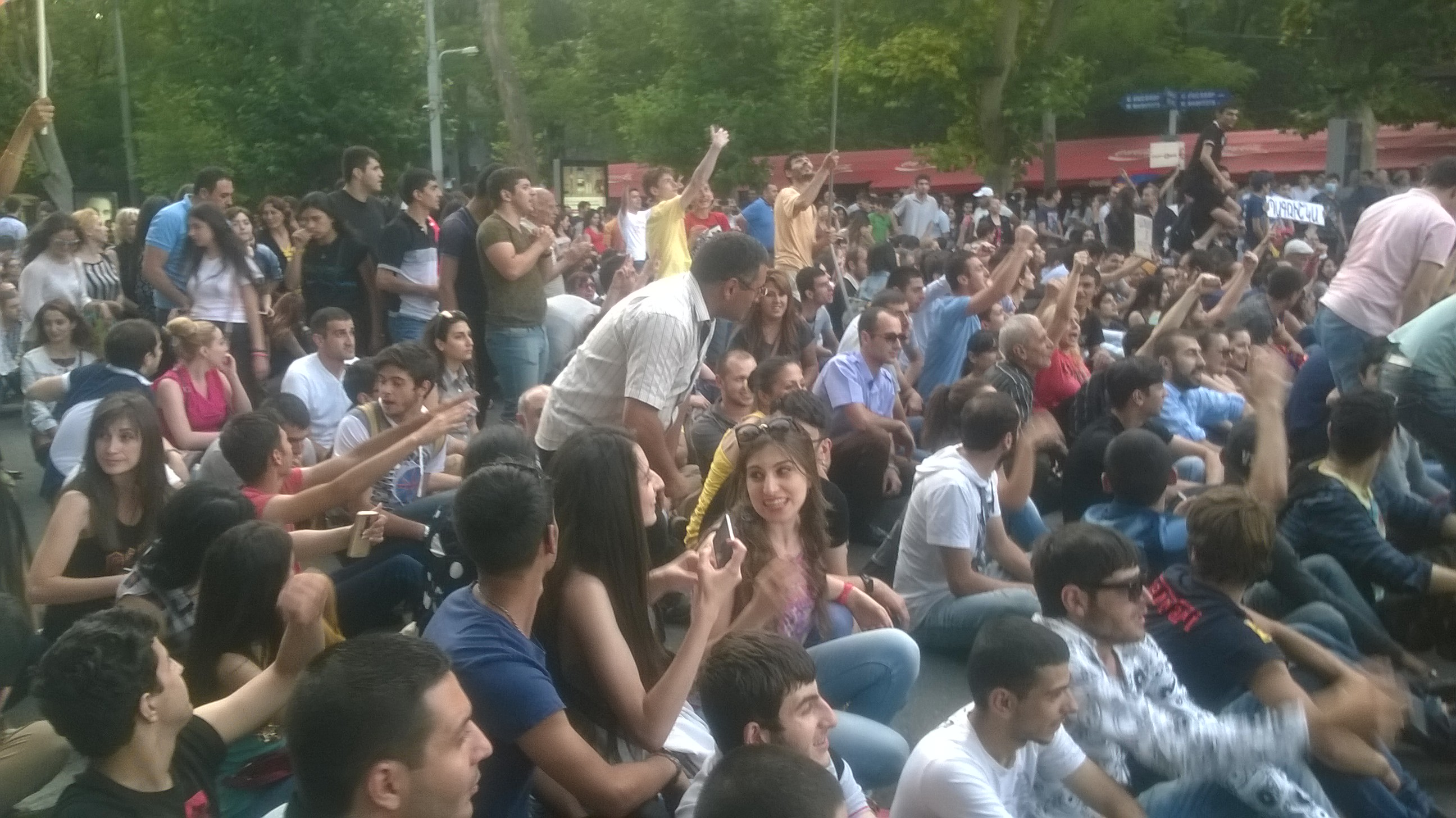
تجمع واعتصام ضد الزيادة المعتمدة في رسوم الكهرباء في 26 يونيو 2015.